# Licone (mitologia)
Nella mitologia greca, Licone era un guerriero troiano che prese parte alla guerra di Troia, il conflitto scoppiato in seguito al rapimento di Elena, regina di Sparta, da parte dell'amante Paride, figlio di Priamo. Menelao, marito della fanciulla, infatti, avvertito della faccenda da Iri, messaggera degli dei, si decise a dichiarare guerra alla patria di Paride, che attaccò dopo aver radunato un considerevole esercito. Le vicende più salienti di questa guerra vennero raccontate da Omero e raccolte nell'Iliade.

## Il mito

### Le origini
Licone viene presentato nell'Iliade come un combattente troiano, entrato in guerra per aiutare il suo esercito contro gli invasori Achei. Stranamente, però, Omero non fornisce altre indicazioni su tale personaggio, dimenticando persino di menzionare il nome di suo padre, o semplicemente del suo ruolo in guerra.

### La morte in guerra
È lo scontro con Peneleo, il valoroso capitano beota, che si rivela fatale per l'eroe. Trovatisi nel bel mezzo del campo di battaglia, i due avversari si scagliarono l'uno contro l'altro le loro aste, nel tentativo di uccidersi a vicenda. Questo tentativo si rivelò fallimentare per entrambi, cosicché i duellanti misero mano alla spada e si lanciarono nuovamente uno contro l'altro, tutti e due intenzionati ad uccidere il nemico. Licone fu il primo ad attaccare, riuscendo a colpire l'elmo chiomato dell'acheo, ma non a trapassarlo, e restò indifeso perché l'arma si ruppe. Peneleo al contrariò conficcò facilmente la lama della sua spada nella gola del nemico, proprio sotto l'orecchio. La testa di Licone ciondolò da una parte, tagliata quasi a metà, mentre la sua anima scese nell'Ade.
(Omero, Iliade, libro XVI, versi 337-341. Traduzione di Rosa Calzecchi Onesti.)

### Fonti
- Omero, Iliade, libro XVI, versi 335-341.

### Traduzione delle fonti
- Omero, Iliade, seconda edizione, Torino, Einaudi, 1990, ISBN 978-88-06-17694-5. Traduzione di Rosa Calzecchi Onesti
- Vincenzo Monti, Iliade di Omero, nona edizione, Aroldo Mondadori, 2007, ISBN 978-88-04-53902-5. Traduzione di Manara Valgimigli e Carlo Muscetta